# Nowitschok
Nowitschok (russisch Новичо́к Nowitschók „Neuling“, englische Transkription Novichok) ist eine Gruppe stark wirksamer Nervengifte und ‑kampfstoffe der vierten Generation, die ab den 1970er Jahren in der Sowjetunion entwickelt und mindestens bis in die 1990er Jahre in Russland weiter erforscht wurden. Die mittlere letale Dosis von Nowitschok bei Hautkontakt liegt bei etwa einem Milligramm, womit es zu den stärksten Nervengiften zählt. Es handelt sich teilweise um binäre Kampfstoffe, deren Existenz der Öffentlichkeit bis zum Oktober 1991 unbekannt war, die dann aber durch den beteiligten Wissenschaftler Wil Mirsajanow bekannt gemacht wurden. Die Kampfstoffe werden heute unter den weiter unten erläuterten Codenamen der sowjetischen und russischen Entwickler zitiert, wobei Nowitschok im engeren Sinn für die binären Kampfstoffvarianten verwendet wird. Über die chemische Struktur herrschte in der veröffentlichten Literatur lange Zeit Unklarheit, heute werden überwiegend die 2007 von Mirsajanow vorgeschlagenen Strukturen akzeptiert.
Im weiteren Sinn werden auch zahlreiche weitere hochtoxische, ebenso in Russland entwickelte Varianten als vom „Nowitschok“-Typ bezeichnet. Gemeinsam ist ihnen, dass sie die Acetylcholinesterase hemmen. Außerdem wurden sie entwickelt, um den Nachweisverfahren der Chemiewaffenkonvention (CWC), ausländischer Geheimdienste und forensischer Experten zu entgehen, so dass ihre Produktion als organische Phosphorverbindungen für die Landwirtschaft oder andere zivile Zwecke getarnt werden kann.
In einen breiteren Fokus der Öffentlichkeit rückte Nowitschok im März 2018 durch den Fall Skripal sowie im August 2020 durch den Fall Nawalny.

## Geschichte

### Entwicklung
Im Mai 1971 beschlossen der Ministerrat der UdSSR und das Zentralkomitee der Kommunistischen Partei einen neuen Anlauf zur Schaffung von chemischen Waffen der vierten Generation. Chemische Waffen aus dem Ersten Weltkrieg wie Phosgen und Senfgas zählen zur ersten Generation, die G-Reihe gehört zur zweiten Generation und Gifte aus der V-Reihe bilden die dritte Generation. Das Ziel war die Herstellung einer neuen Klasse von Nervenkampfstoffen mit größerer Toxizität, Stabilität, Persistenz, und einfacherer Produktion. Dieses streng geheime Forschungs- und Entwicklungsprogramm erhielt den Tarnnamen „Foliant“. Mit dem Programm wurde das Staatliche Forschungsinstitut für Organische Chemie und Technologie (GosNIIOKhT in Moskau, Schosse Entusiastow 23, die dortige Abteilung benutzte auch den Tarnnamen Postfach 702) beauftragt, welches dem Ministerium für Chemische Industrie unterstand. Das Forschungsinstitut hatte seinen Hauptsitz in Moskau und betrieb zudem drei regionale Ableger in Schichany, Wolgograd und Nowotscheboksarsk. In Wolgograd und Nowotscheboksarsk befanden sich die älteren Produktionsstätten für Nerven-Kampfstoffe in der Sowjetunion. Die älteste Anlage war in Wolgograd aus der Zeit nach Ende des Zweiten Weltkriegs. Nowotscheboksarsk wurde für die Produktion von VR (R 33) 1972 eröffnet. 1974 brach dort in einer Lagerhalle ein Feuer aus, bei dem rund fünfzig mit R 33 gefüllte Fliegerbomben Leck schlugen. Es gab keine unmittelbaren Todesfälle, aber mehrere Arbeiter starben später an chronischen Folgen der Vergiftung.
Nowitschok wurde 1973 vom Chemiker Pjotr Petrowitsch Kirpitschow entwickelt, der im Staatlichen Forschungsinstitut für Organische Chemie und Technologie in Schichany, Ortsteil Wolsk-17, arbeitete. Die Substanz wurde so konzipiert, dass sie sich mit den Methoden der damaligen Zeit nicht nachweisen ließ. Einige der Giftstoffvarianten werden als fünf- bis achtmal tödlicher als das Nervengift VX eingeschätzt und lassen sich insgesamt schlechter nachweisen als andere Nervengifte. Kirpitschow griff auf die Ideen anderer sowjetischer Militärchemiker zurück und synthetisierte einen stickstoffhaltigen phosphororganischen Nervenkampfstoff, der ursprünglich als K-84 bezeichnet und später in A-230 umbenannt wurde. Die chemische Verbindung war hochgradig giftig und stabil, militärisch bei niedrigen Temperaturen jedoch nur eingeschränkt einsetzbar, weil die zähe Flüssigkeit bei −10 °C kristallisierte. Das Labor stand damals unter der obersten Leitung von Iwan Martinow und dem stellvertretenden Leiter Viktor Petrunin, die sofort die Entwicklung forcierten und unter die oberste Geheimhaltungsstufe stellten. Ein weiterer Chemiker, Wladimir Iwanowitsch Ugljow, schloss sich 1975 Kirpitschows Forschungsgruppe an. In den darauffolgenden Jahren entwickelten Kirpitschow, Ugljow und ihre Kollegen über hundert Strukturvarianten von A-230 und testeten sie in Labor- und Feldexperimenten an Tieren. Die meisten Analoga waren so instabil, dass sie schnell an Wirksamkeit verloren, aber fünf waren ausreichend toxisch und stabil, um von potentiellem militärischem Interesse zu sein. Diese Verbindungen wurden daher intensiven Studien unterzogen, zunächst in Schichany und später in einer speziellen Testbasis des sowjetischen Militärs in der Nähe von Nukus, Usbekistan, die 1986 eingerichtet wurde und auch eine kleine Produktionsanlage hatte. Als das meistversprechende Gift erwies sich A-232.
Ab 1983 trieb die Sowjetunion die Entwicklung binärer Kampfstoffe voran. Entsprechend wurden aus den unitären Verbindungen A-230, A-232 und A-234 binäre Nowitschok-Gifte entwickelt. Binäre Nervenkampfstoffe werden gewissermaßen in situ durch eine chemische Reaktion von zwei oder mehreren vergleichsweise ungefährlichen Substanzen miteinander gebildet. Da die Komponenten der binären Kampfstoffe weniger giftig waren und gewöhnlichen Industriechemikalien ähnelten, konnten sie den Listen der Chemiewaffenkonvention entgehen, die Ende der 1980er-Jahre gerade verhandelt wurde. In Moskau entwickelten Igor Wasiliew und Andrei Schelesnjakow eine binäre Version von A-232, die sie Nowitschok-5 nannten. Da Nowitschok-5 im Unterschied zum unitären A-232 erst bei der Anwendung synthetisiert wird und bis dahin in zwei Komponenten aufgeteilt ist, ist Nowitschok-5 stabiler und lässt sich länger lagern als die unitären Strukturvarianten. Die binären Vorläuferchemikalien hatten einen legitimen industriellen Verwendungszweck und waren relativ ungiftig. Bei der Produktion konnten sie unter dem Deckmantel von Düngemitteln und Pestiziden verschleiert werden.
Mitte der 1980er-Jahre wurde eine neue Anlage für Nervenkampfstoffe auf dem Gelände einer seit 1965 bestehenden Chemiefabrik für zivile Zwecke (Pavlovar-Fabrik) im Norden von Kasachstan am Fluss Irtysch errichtet und Teile der Produktion von Nowotscheboksarsk dorthin verlegt, insbesondere für die Nowitschok-Kampfstoffe. Dies geschah in einem abgeschirmten Teil der Fabrik (Nr. 2 genannt). Es befanden sich dort Produktionsstätten für die Ausgangsstoffe der Nervenkampfstoffproduktion, insbesondere Phosphortrichlorid, und Zwischenprodukte und die Binärkomponenten von Kampfstoffen der Nowitschok-Reihe. Große Reaktoren aus korrosionsbeständigen Legierungen mit hohem Nickel-Anteil (Hastelloy) oder mit Innenauskleidung aus Silber wurden errichtet. Außerdem gab es Gebäude mit Versuchstieren für die Tests der Kampfstoffe. 1987 wurde der Bau der Anlage für die hochtoxischen Endprodukte gestoppt und die übrigen Anlagen in Nr. 2 bis 1992 für zivile Zwecke umgerüstet. In experimentellen Mengen wurden Nowitschok-Verbindungen schon zuvor in den älteren Fabriken in Wolgograd und Nowotscheboksarsk erzeugt. Als Chemiewaffenfabrik wurde Pavlovar bei der CWC 1989/90 nicht deklariert, auch nicht von Kasachstan. Die Phosphortrichlorid-Produktion blieb bestehen und bis 1992 wurden in der nunmehr zivilen Anlage Nr. 2 zum Beispiel Folitol-163 (CF2=CF–(CF2)7–O–CH2–CF2–CHF2) hergestellt, eine organische Fluor-Verbindung zum Schutz von Elektromotoren von Pumpen im Untergrund gegen Kontakt mit Ölen und Wasser bei hohen Temperaturen, Gidrel (verwendet zur Kontrolle von Pflanzenwachstum und eine organische Phosphorverbindung), Acrylate und IOMS, eine organische Phosphorverbindung, die breit genutzt wurde, um Salzbildung in Rohren zum Beispiel für die Wasserversorgung oder Wärmeaustausch zu verhindern. IOMS fiel nicht unter die bei der CWC deklarierten Substanzen (Schedule 2), da es mehr als ein Kohlenstoffatom am Phosphor besitzt, Gidrel mit nur einem C-Atom am Phosphor schon. In den 1990er-Jahren erfolgten Teilprivatisierungen, und die Fabrik kam in der Folge in finanzielle Schwierigkeiten, da auch die staatliche Unterstützung ausblieb, russische Konkurrenten billiger waren und man verteuertes Chlor aus Russland kaufen musste.
Im April 1987 erklärte der sowjetische Generalsekretär Michail Gorbatschow öffentlich, dass die Sowjetunion die Produktion chemischer Waffen einstellen und ihre bestehenden chemischen Militäreinrichtungen fortan auf zivile Zwecke umstellen werde. Trotz Gorbatschows Versprechen setzte die Sowjetunion die geheime Entwicklung und Erprobung der binären Nowitschok-Kampfstoffe fort. 1989 und 1990 fanden Freiluftversuche mit Nowitschok-5 am Ustjurt-Plateau statt. Auch nachdem das Programm Anfang der 1990er-Jahre bekannt geworden war, wurde die Nowitschok-Serie weiterentwickelt. Im Herbst 1993 entdeckte der Chemiker Georgi Droscht eine neue chemische Verbindung, die er als Nowitschok-7 bezeichnete und die zehnmal tödlicher war als Soman, aber eine ähnliche Volatilität hatte. Mehrere Tonnen Nowitschok-7 wurden hergestellt und in Schichany und bei Nukus getestet. Zwei weitere binäre Nowitschok-Versionen, Nowitschok-8 und Nowitschok-9, wurden entwickelt und standen zur Produktion bereit.
Usbekistan erfuhr erst nach seiner Unabhängigkeit aus der Sowjetunion vom Chemiewaffenprogramm. 1993 verließen die letzten russischen Wissenschaftler die Versuchsanlage in Nukus im Norden des Landes. Usbekistan verhandelte daraufhin mit den Vereinigten Staaten, um Hilfe beim Abbau und bei der Dekontamination zu erhalten. 1999 waren amerikanische Spezialisten daran beteiligt, die Anlage in Nukus zu dekontaminieren.

### Enthüllung
Im Laufe der bilateralen Verhandlungen zum Chemiewaffenübereinkommen zwischen den Vereinigten Staaten und Russland wurde die Nowitschok-Serie sowie ihre Weiterentwicklung zum binären Kampfstoff geheim gehalten. Die Existenz der neuartigen Nervengifte wurde erst Anfang der 1990er-Jahre vom russischen Chemiker Wil Mirsajanow enthüllt. Mirsajanow arbeitete im Moskauer Hauptquartier des Staatlichen Forschungsinstituts für Organische Chemie und Technologie, welches mit der Durchführung des „Foliant“-Programms beauftragt war. Er war Experte für analytische Chemie, überwachte toxische Emissionen aus dem Labor in die Umwelt, war aber nicht direkt mit der Entwicklung befasst. Später wurde er zum Chef der Abteilung für technische Spionageabwehr befördert und stellte sicher, dass ausländische Spione keine Produktionsspuren entdecken konnten. Im Frühling 1990 stellte er bei seinen Messungen außerhalb der Einrichtungen fest, dass die Konzentration von tödlichen Substanzen 50- bis 100-mal höher war als die maximal zulässige Konzentration. Mirsajanow berichtete mehreren Vorgesetzten, dass die Kontamination rund um die Forschungsanlagen eine große Gefahrenquelle für die örtliche Bevölkerung und Wissenschaftler darstelle. Er wurde jedoch angewiesen, das Thema ruhen zu lassen.
1991 ging Mirsajanow an die Öffentlichkeit. Er war überzeugt, dass die Sowjetunion die Existenz des Waffenprogramms weiterhin verbergen würde, damit es im Rahmen des künftigen Chemiewaffenübereinkommens nicht deklariert und beseitigt werden muss. Im Oktober 1991 schrieb er in einer Moskauer Zeitung, dass die Sowjetunion im Geheimen eine neue Klasse von außerordentlich toxischen Nervenkampfstoffen entwickelt habe – trotz der Behauptung Gorbatschows, 1987 die Herstellung chemischer Waffen eingestellt zu haben. Mirsajanow wurde daraufhin gekündigt, sein Artikel wurde sonst aber wenig beachtet. Am 12. September 1992 veröffentlichte er zusammen mit dem Chemiker Lew Fjodorow einen zweiten Artikel mit dem Titel „Eine vergiftete Politik“ in der Zeitung Moskowskije Nowosti. Außerdem gab er der Baltimore Sun ein ausführliches Interview. Am 22. Oktober 1992 wurde Mirsajanow vom russischen Inlandsgeheimdienst festgenommen, im Lefortowo-Gefängnis inhaftiert und später unter Hausarrest gestellt. Obwohl er keine technischen Details über das „Foliant“-Programm verraten hatte, wurde ihm die Preisgabe von Staatsgeheimnissen vorgeworfen. Fjodorow wurde ebenfalls festgenommen, aber wieder freigelassen. Damals gab es erheblichen Druck von ausländischen Wissenschaftlern und die Situation war rechtlich zweifelhaft, da eine Strafverfolgung aufgrund geheimer Listen der Sowjetunion damals verboten war und eine speziell aus Anlass des Falls Mirsajanow von Premierminister Tschernomyrdin erlassenes Gesetz allgemeinen Rechtsgrundsätzen zuwiderlaufend rückwirkend angewandt wurde (und außerdem offiziell das Projekt abgestritten wurde). Der Direktor von GosNIIOKhT Viktor Petrunin und die Generäle Anatoli Demjanowitsch Kunzewitsch und Igor Jewstawjew (Igor Yevstavyev) erhielten im Geheimen 1991 den Leninpreis für die erfolgreiche industrielle Produktion von Nowitschok-Kampfstoff.
Wladimir Ugljow (Vladimir Uglev), der zusammen mit Pjotr Kirpitschow den Kampfstoff Nowitschok entwickelt hatte, gab am 4. Februar 1993 der Zeitschrift Nowoje wremja ein Interview. Darin bestätigte er Mirsajanows Schilderungen und enthüllte seine eigene Beteiligung am Chemiewaffenprogramm. Da er zu dem Zeitpunkt ein politisches Amt innehatte, genoss er Immunität vor Strafverfolgung. Mirsajanow wurde am 24. Januar 1994 in Moskau angeklagt, aber das Verfahren wurde am 11. Mai 1994 aus Mangel an Beweisen eingestellt. 1995 emigrierte er in die Vereinigten Staaten und ließ sich in Princeton nieder. Westlichen Geheimdiensten war vor den Enthüllungen von Mirsajanow die Existenz der Nowitschok-Reihe unbekannt gewesen. 2018 gab Ugljow, nunmehr Rentner in Anapa am Schwarzen Meer, ein Interview, in dem er bestätigte, 1976 der Entwickler von zwei der Kampfstoffe gewesen zu sein. Nowitschok (Neuling) war nach ihm der Name, den die zivilen, nicht direkt in die Entwicklung involvierten Angestellten den neuartigen militärischen Kampfstoffen gaben. Ugljow führte weiter aus, dass die Kampfstoffe bis auf einen, der in Pulverform gebracht werden konnte, in flüssiger Form vorlagen. Bei einer Gelegenheit sei ihm im Labor auch ein Kolben mit den gefährlichen Substanzen explodiert und er habe starke Angst gehabt, was nach Ugljow auch eines der ersten Symptome einer Vergiftung sei.
Mirsajanow veröffentlichte 2009 sein Buch, das neben Einblicken in die Intrigen und Nepotismus an seinem Moskauer Institut und den Ehrgeiz hoher Chemiewaffengeneräle auch technische Einzelheiten preisgab. Eine russische Version hatte er schon 2002 in Tatarstan veröffentlicht (er ist stolz auf seine tatarische Abstammung), als aber durchsickerte, dass er für die englische Version auch technische Details veröffentlichen wollte, sprang seine Ko-Autorin Amy Smithson ab (eine Politikwissenschaftlerin und Chemiewaffenexpertin) und er fand keinen Verleger, so dass er das Buch auf eigene Kosten im Selbstverlag veröffentlichen musste. Im Gegensatz zu den Enthüllungen von Ken Alibek von 1999 über sowjetische Biowaffen (Biohazard, Random House) fand das Buch damals so gut wie keine Resonanz in der amerikanischen Öffentlichkeit. Die westlichen Stellen, die ihn noch 1992 bis 1994 bei seiner Anklage in Russland verteidigt hatten, schwiegen und es gab nur eine Rezension, die ihn dafür kritisierte, die technischen Details veröffentlicht zu haben aus dem Ärger heraus, dass die Substanzen nicht in den Anhängen des Chemiewaffenabkommens auftauchten. In Princeton interessierte sich nach Mirsajanow niemand für seine Veröffentlichung. Im Gegensatz dazu hatte Fjodorow, mit dem sich Mirsajanow später zerstritt, schon 1993 die Struktur des russischen VX veröffentlicht, was auch ohne weiteres in westliche Literatur übernommen wurde, der Stoff war aber dem amerikanischen VX ähnlich und somit keine Geheimhaltung erforderlich. Er taucht auch in den OPCW-Listen auf, während Nowitschok von der OPCW der Öffentlichkeit gegenüber ignoriert wurde. Als der britische Chemiewaffenexperte Julian Perry Robinson eine fast korrekte Vermutung über die Struktur 2003 veröffentlichte, wurde er von offiziellen britischen Stellen gerügt, was ihm zuvor noch nicht passiert war (schon 1970 veröffentlichte er eine korrekte Vermutung über die Struktur des damals geheimen VX in einer Broschüre der WHO). Nach Robinson hat die Geheimniskrämerei um die Struktur weniger mit Angst vor Terroristen zu tun, für die der Stoff zu gefährlich ist und die viel einfachere Möglichkeiten haben, als mit dem Schutz des Chemiewaffenabkommens und einer geheimen Verständigung von Russland mit den USA.

### Frühe Kenntnisse über Nowitschok durch den Bundesnachrichtendienst
Nach Medienberichten vom Mai 2018 hatte der deutsche Geheimdienst BND bereits in den frühen 1990er-Jahren eine Probe von einer der Varianten von Nowitschok beschafft, indem man einem russischen Wissenschaftler und dessen Familie Aufenthaltsrecht in Deutschland im Austausch für die Probe zusicherte. Bundeskanzler Helmut Kohl war informiert, daneben aber nur wenige Personen. Um rechtlichen und politischen Bedenken zuvorzukommen, behielt man die Probe nicht, sondern ließ sie in Schweden unter strenger Geheimhaltung analysieren und informierte dann die engsten westlichen Verbündeten über die Ergebnisse. Die Ehefrau des russischen Wissenschaftlers, der für den BND spionierte, versteckte eine Nowitschok-Probe in einer Pralinenschachtel und brachte sie in einem Passagierflugzeug aus Russland nach Schweden. Die Frau hatte dort Verwandte, so dass die Reise nicht auffiel. Die Übergabe wurde durch die schwedische Sicherheitspolizei Säpo organisiert, die die Probe dann mit dem Zug rund tausend Kilometer weiter in das Chemiewaffenzentrum in Nordschweden brachten. Schwedische Chemiewaffenexperten analysierten den Kampfstoff und vernichteten ihn später. Über das Ergebnis der Analyse wurden wie vereinbart die bundesdeutschen Stellen informiert. Statt mit diesem Erfolg bei den Alliierten zu punkten, musste die Bundesregierung und ihr Nachrichtendienst allerdings zur Kenntnis nehmen, dass diese schon informiert waren, ihre eigenen Erkenntnisse aber gegenüber der Bundesregierung geheim gehalten hatten. Immerhin wurde der BND danach an einer damit befassten Arbeitsgruppe der NATO beteiligt, in der auch die USA, Großbritannien, Kanada, die Niederlande und andere Länder teilnahmen, die sich aber bald danach auflöste.

### Stellungnahmen der Entwickler Ugljow und Mirsajanow im März 2018
Die meisten öffentlichen Informationen über die Entwicklung stammen von Mirsajanow, der auch in einem bekannten Buch über die Geschichte der Nervenkampfstoffe von Tucker als Quelle diente. Einer der Kampfstoffentwickler, Wladimir Ugljow (* 1946 oder 1947), der von 1972 bis 1994 am Staatlichen Forschungsinstitut für Organische Chemie und Technologie (GosNIIOKhT) arbeitete, äußerte sich im März 2018 in einem Interview. Er selbst war bis 1988 in der Kampfstoffentwicklung aktiv und hatte für die Zeit nach 1994 keine Informationen aus erster Hand. Nach ihm wurden im Foliant-Programm zwar hunderte Varianten entwickelt, die aber nicht an vier Substanzen heranreichen, die er im Interview mit eigenen, nicht offiziellen Abkürzungen als A-1972 (entwickelt 1972 von Pjotr Kirpitschew [Kirpichev], den er als Hauptentwickler bezeichnet), B-1976, C-1976 (beide von ihm selbst 1976 entwickelt) und D-1980 bezeichnet (Kirpitschew, Anfang der 1980er-Jahre). Ugljow gab in dem Interview keine technischen Einzelheiten an und will das auch in Zukunft nach eigenen Aussagen nicht tun, wie er es auch in der Vergangenheit nicht getan habe. Eine der vier Substanzen wurde nach Ugljow für den Mord an Kiwelidi benutzt (siehe unten). Sie hätten flüssige Form bis auf D-1980, das Pulverform hat. Die Substanzen im Foliant-Programm (der Name Nowitschok wurde von den Entwicklern nicht benutzt) wurden als Alternativen zum russischen VX entwickelt und jeweils in experimentellen Dosen von 20 Gramm bis einigen Kilogramm für Testzwecke produziert, teilweise aber auch gelagert, wobei er über den Verbleib von Lagerbeständen auch in seiner aktiven Zeit keine Informationen hatte. Da schon in den 1970er- und 1980er-Jahren zahlreiche Varianten ausprobiert wurden, hält es Ugljow für unwahrscheinlich, dass nach seinem Ausscheiden weiterentwickelte Kampfstoffe entstanden. Er schätzt, dass in Russland einige Dutzend Personen die Strukturformeln kennen würden. Die von Mirsajanow veröffentlichten Strukturformeln wollte er nicht explizit bestätigen, gab aber an, dass die Liste unvollständig sei. Für die Anwendung bei einem Attentat kämen nach Ugljow ein Baumwollbällchen, Pulver oder andere Träger in Frage, die in einem Container transportiert werden müssten, der gegen das Entweichen von Gasen geschützt ist und mit einem Lösungsmittel bestrichen ist. Ein Überleben von Skripal und seiner Tochter hielt er nicht für möglich, falls B-1976, C-1976 oder D-1980 verwendet wurde. Die vier Stoffe bezeichnete er außerdem als besonders „zäh“ („tenacious“). Er und Kollegen hätten zwar an Binärwaffen geforscht, es gelang aber nach seiner Kenntnis nie, Binärwaffen im Foliant-Programm fertigzustellen, auch nicht für das russische VX, und er glaube auch nicht, dass sie im Fall Skripal zum Einsatz kamen.
1998 gab Ugljow in einem Interview mit der Washington Post noch an, dass binäre Versionen entwickelt worden waren. Außerdem gab er damals an, dass seine Drohung der Offenlegung technischer Einzelheiten (Strukturformel), um Mirsajanow zu unterstützen, eine Finte gewesen sei, die aber gewirkt habe. Nach seiner Entlassung schlug er sich zeitweise als Kleiderhändler auf dem Markt in Schichany durch und lebte später von einer kleinen Rente.
Mirsajanow bestätigte in einem Interview im März 2018, dass Ugljow leitender Ingenieur in der Gruppe von Kirpitschew war, die Nowitschok entwickelte. Ugljow habe aber keine Sicherheitsfreigabe für binäre Kampfstoffe gehabt. Selbst Mirsajanow hat nach eigenen Angaben daraus auch erst aus Dokumenten erfahren, die er bei seinem Prozess offiziell zur Verfügung gestellt bekam (er machte sich damals ausführliche Notizen), und in seinem Buch detailliert daraus zitiert. Nach Mirsajanow ist die Entwicklung binärer Kampfstoffe auch grundsätzlich der nächste Schritt bei der Entwicklung von Chemiewaffen. Er hält die Übertragung auf feste Substrate in der Form von Staub bei der ganzen Gruppe der Nowitschoks für möglich, aber der Phantasie seien da keine Grenzen gesetzt, wie eine Art Spritze mit den binären Komponenten, wobei er das Regenschirmattentat als Beispiel anführt. Er führt an, dass nur wenige Länder dafür die wissenschaftlich-technischen Ressourcen haben, was er auf gezielte Nachfrage für die Tschechische Republik, die Slowakische Republik sowie Schweden bezweifelte. Die Synthese sei auch nicht so einfach, wie sie manchmal dargestellt werde, wenn man vermeiden will, gleich getötet zu werden. Es gebe geheimgehaltene technologische Informationen auf verschiedenen Ebenen. Er bestätigt auch die Angaben von Ugljow, dass ein paar Dutzend, vielleicht hundert Personen in Russland über die Struktur Bescheid wussten, darunter die Personen in der biologisch-medizinischen Abteilung oder der physikochemischen Abteilung seines Instituts, die ihre Arbeit ohne die Kenntnis der Formeln gar nicht hätten durchführen können.

## Bekannte Vergiftungsfälle

### Andrei Schelesnjakow (1987)
Der russische Chemiker Andrei Schelesnjakow experimentierte im Mai 1987 im Moskauer Staatlichen Forschungsinstitut für Organische Chemie und Technologie mit Nowitschok-5. Er variierte die Temperatur bei der Reaktion der Binärkomponenten in einem kleinen Reaktor aus korrosionsbeständigem Stahl und entnahm Proben über eine kleine Spritze, die mit einer Kunststoffröhre verbunden war, die sich versehentlich löste, so dass die Substanz austrat. Er konnte das Leck zwar schnell stoppen, bemerkte aber erste Symptome (Schwindel, Ohrensausen, orange Punkte in der Sehwahrnehmung). Außerdem empfand er extreme Angst. Kollegen bemerkten seinen Zustand, führten ihn an die frische Luft, gaben ihm einen Wodka und begleiteten ihn zum Bus nach Hause. An der Bushaltestelle hatte er Halluzinationen, verlor das Bewusstsein und brach zusammen, ein Freund brachte ihn zurück zum Institut. Der KGB-Offizier des Instituts sorgte dafür, dass er in das führende sowjetische Zentrum für Vergiftungen kam, das Sklifossowski-Institut in Moskau, wo man den Arzt zur Geheimhaltung verpflichtete und den Patienten mit einer Lebensmittelvergiftung anmeldete. Der Arzt bemerkte, dass die Konzentration von Acetylcholinesterase im Körper stark abgefallen war, konnte ihn aber mit Gegenmitteln wie Atropin stabilisieren, so dass er nach zehn Tagen in kritischem Zustand langsam wieder das Bewusstsein erlangte. Nach einer weiteren Woche auf der Intensivstation kam er an das Institut für Arbeitshygiene und Arbeits-Pathologie in Leningrad, das eine geheime Abteilung für solche Vergiftungsfälle hatte (eine von drei solchen Abteilungen in der Sowjetunion, die anderen waren in Wolgograd und Kiew, bekannt als Spezialabteilung für Foliant-Probleme). Schelesnjakow blieb dort drei Monate. Er konnte nicht gehen, litt an chronischer Schwächung der Arme, einer Hepatitis mit folgender Leberzirrhose, Epilepsie, Schüben von Depression und Unfähigkeit zu lesen oder sich zu konzentrieren. Schelesnjakow erholte sich langsam, blieb aber arbeitsunfähig und starb fünf Jahre später 1992 aufgrund seines sich allgemein verschlechternden Gesundheitszustandes.

### Iwan Kiwelidi (1995)
Kiwelidi war 1995 Präsident der Rosbisnesbank. Er wetterte als Vertreter in Unternehmerverbänden gegen das Übel Korruption. Er starb am 1. August 1995, nachdem ein Unbekannter Nowitschok auf seinen Telefonhörer aufgetragen hatte. Als Kiwelidi Vergiftungserscheinungen zeigte, rief seine Sekretärin mit demselben Telefon einen Krankenwagen; auch sie starb. Der Arzt des Leichenschauhauses starb nach der Obduktion Kiwelidis ebenfalls. Laut dem ehemaligen Mitarbeiter des russischen Militärgeheimdienstes GRU Wladimir Koschelew wurden Kiwelidi und seine Sekretärin „mit einem Tropfen, der ein Zehntel Milligramm Nowitschok“ enthielt, getötet.
Laut Wladimir Ugljow (Vladimir Uglev), einem der leitenden Nowitschok-Entwickler des russischen GosNIIOKhT-Labors (in dem auch Leonard Rink, s. u., arbeitete), sei das Gift, in einem Baumwoll-Bällchen aufgesogen, auf dem Mikrofon im Telefonhörer von Kiwelidis Büro-Telefon verrieben worden.
Die Nowaja Gaseta veröffentlichte im März 2018 einen Artikel, in dem Einzelheiten zum damals teilweise geheimen Prozess um die Ermordung von Kiwelidi veröffentlicht wurden. Darin wird auch eine Strukturformel der damals verwendeten Substanz aus den Prozessakten veröffentlicht und die Substanz als Nowitschok-Variante eingeordnet. Ein ehemaliger Mitarbeiter (Leonid Rink) eines Instituts für Chemiewaffen habe die Substanzen damals synthetisiert und an die Unterwelt verkauft, er habe das auch in einer geheimen Vernehmung gestanden und wurde dafür zu einem Jahr Gefängnis verurteilt. Der Zeitungsartikel vertritt auch die russische Ansicht, dass es kein Nowitschok-Projekt gab, sondern dies nur ein Sammelbegriff verschiedener hochtoxischer Substanzen sei und schon damals Nowitschok-ähnliche Substanzen ihren Weg in die Unterwelt gefunden hätten. Einige Sätze Rinks wurden aus der Online-Version des Aufsatzes gestrichen, da sie der Auffassung Moskaus widersprachen, Nowitschok sei kein Name eines offiziellen Chemiewaffen-Projekts gewesen. Auch Wladimir Ugljow, der an der Kampfstoffentwicklung in der Sowjetunion in den 1970er- und 1980er-Jahren beteiligt war, bestätigte im März 2018, dass ein Nowitschok-artiges Nervengift verwendet wurde.

### Emilian Gebrew (2015)
Der Waffenhändler Emilian Gebrew wurde in Bulgarien angeblich mit einem Nowitschok-Kampfstoff vergiftet und überlebte.

### Sergei und Julia Skripal sowie zwei weitere Personen (2018)
Nach Angaben der britischen Regierung wurde ein Wirkstoff der Nowitschok-Gruppe beim Anschlag am 4. März 2018 auf den russischen Überläufer und britischen Doppelagenten Sergei Skripal und seine Tochter Julia Skripal benutzt. Premierministerin May beschuldigte Russland, entweder hinter der Tat zu stehen oder seine militärischen Kampfstoffe nicht mehr unter Kontrolle zu haben. In diesem Zusammenhang erlangte die Substanzgruppe große internationale Aufmerksamkeit. Der russische Chemiker Wil Mirsajanow, der das Nowitschok-Programm Anfang der 1990er-Jahre enthüllt hatte, sagte am 13. März 2018 in den USA, dass Russland seinen Nowitschok-Vorrat streng kontrolliere und dass die Verwendung des Kampfstoffs als Waffe für nicht-staatliche Akteure zu komplex sei. Als Verantwortlicher komme seiner Ansicht nach nur Russland in Frage. Die russische Regierung lehnte die Verantwortung für das Attentat ab. Nach Angaben, die auf den russischen Botschafter in London Alexander Jakowenko zurückgehen, handelt es sich nach Ansicht der britischen Regierung um die Variante A-234, was aber nicht öffentlich von der britischen Regierung bestätigt wurde.
Der Leiter des Forschungsinstituts DSTL von Porton Down, Gary Aitkenhead, gab am 3. April bekannt, dass sein Labor das Gift als Nowitschok von militärischer Qualität identifiziert habe, man habe aber die genaue Herkunft nicht eindeutig feststellen können. Wegen der Komplexität der Herstellung gab er aber seiner Überzeugung Ausdruck, dass ein Staat dahinterstehen würde.
Die Organisation für das Verbot chemischer Waffen (OPCW) teilte am 16. März 2018 in Den Haag mit, dass kein Vertragsstaat jemals diesen chemischen Kampfstoff angegeben habe. Die britische Regierung stimmte im März 2018 einer unabhängigen Untersuchung durch die OPCW zu. Am 12. April bestätigte die OPCW in einer vorläufigen Stellungnahme die britischen Erkenntnisse über das verwendete Nervengift, ohne den Namen Nowitschok zu erwähnen. Sie bestätigten auch einen hohen Reinheitsgrad fast ohne Verunreinigungen. Nach Angaben der OPCW sei die Substanz sehr stabil, selbst wenn sie der Witterung ausgesetzt wird. Alle vier Untersuchungslabore der OPCW fanden die gleiche Nowitschok-Variante, wobei die Struktur mit den öffentlich bekannten Formeln übereinstimmt. Anders als von Russland behauptet war für die aufwändige Identifizierung keine physische Vergleichsprobe nötig. Es ist eine schwer wasserlösliche Flüssigkeit mit hohem Siedepunkt, die auch bei sommerlichen Temperaturen kaum verdampft und vom Regen kaum gelöst wird.
Am 5. Juli 2018 gab die britische Polizei bekannt, dass sich ein weiterer Fall einer Nowitschok-Vergiftung nahe Salisbury ereignet hatte. Ein britisches Paar war am 30. Juni 2018 in Amesbury nacheinander in der gemeinsamen Wohnung kollabiert und wurde in kritischem Zustand in das örtliche Krankenhaus eingeliefert. Die Polizei hielt einen Zusammenhang mit dem Fall Skripal für möglich, zum Beispiel einen Kontakt mit dem bisher nicht gefundenen Behälter, mit dem das Gift im Fall Skripal transportiert worden war. Aus dem Hintergrund der beiden Opfer ließ sich nach Angaben der britischen Polizei kein Anhaltspunkt für einen gezielten Angriff entnehmen. Beide waren arbeitslos und drogenabhängig. Der Mann war dafür bekannt, gelegentlich Mülltonnen zu durchwühlen. Am 8. Juli 2018 starb die Frau. Die Behörden nahmen in ihrem Fall Mordermittlungen auf. Ihr Partner erlangte sein Bewusstsein wieder, befand sich dann aber in einem kritischen, wenn auch stabilen Zustand. Am 13. Juli 2018 meldete die Polizei, dass bei der Spurensicherung im Haus des Mannes ein Fläschchen gefunden worden sei, das laut Untersuchungen von Porton Down Nowitschok enthält. Der Vergiftete hat seinem Bruder erzählt, „das Parfümfläschchen irgendwo aufgelesen zu haben und dann krank geworden zu sein“. Wie das männliche Opfer sich später erinnerte, war die Flasche in einem kleinen Karton und hatte einen Pumpaufsatz zum Zerstäuben. Es enthielt eine sehr ölige, geruchlose Flüssigkeit. Das männliche Opfer wusch sich die Flüssigkeit sofort wieder von den Händen, die Frau besprühte sich damit die Handgelenke und rieb die Flüssigkeit ein. Sie klagte eine Viertelstunde später über Kopfschmerzen und fiel dann ins Koma. Die Nowitschok-Variante war die gleiche wie bei den Skripals und hatte eine Reinheit von 97 bis 98 Prozent.
Der Generalsekretär der OPCW Ahmet Üzümcü schlug im April 2018 vor, Nowitschok in die von der Organisation geführte Liste der verbotenen Nervenkampfstoffe aufzunehmen. Dies wurde im November 2019 umgesetzt.

### Alexei Nawalny (2020)
Der russische Politiker und Dissident Alexei Nawalny wurde nach Aussage der deutschen Bundesregierung mit Nowitschok vergiftet. Er hatte am 20. August 2020 im sibirischen Tomsk ein Flugzeug nach Moskau bestiegen, fühlte sich zunächst unwohl und wurde kurz darauf bewusstlos, weshalb die Maschine in Omsk notlandete. Im dortigen Krankenhaus wurde er wegen Vergiftungsverdacht mit Atropin behandelt. Der inzwischen ins künstliche Koma versetzte Nawalny wurde am 22. August nach Berlin geflogen und dort von Ärzten der Charité behandelt. Diese diagnostizierten, dass Nawalny durch eine Substanz aus der Gruppe der Cholinesterasehemmer vergiftet worden war. Am 2. September gab die Bundesregierung bekannt, dass ein Speziallabor der Bundeswehr (Bundeswehrinstitut für Pharmakologie und Toxikologie, München) einen Nervenkampfstoff aus der Nowitschok-Gruppe nachgewiesen habe.
Das Gift wurde sowohl im Blut als auch im Harn und in Hautproben von Nawalny und auf einer Flasche, die Nawalny auf seiner Reise bei sich trug und die die Angehörigen sichergestellt hatten, nachgewiesen. Es soll sich nach der im Spiegel wiedergegebenen Aussage des Präsidenten des Bundesnachrichtendienstes Bruno Kahl um eine Weiterentwicklung von bisher bekannten Nowitschok-Formen handeln, welche noch „potenter“ seien als die bisher bekannten Formen. Je komplexer die Zusammensetzung sei, desto wahrscheinlicher sei es, dass man nur über den russischen Staatsapparat an die Substanz gelange.
Die Verwendung eines Gifts der Nowitschok-Gruppe wurde von französischen und schwedischen Speziallaboren unabhängig voneinander bestätigt und auch die OPCW hat Proben für die Untersuchung in einigen ihrer Referenzlaboratorien empfangen. Nach Mirsajanow und Ugljow kam möglicherweise die Variante A-242 (Nowitschok-5) zum Einsatz.
Laut OPCW-Bericht wurden im Blut Biomarker gefunden, die ähnliche Strukturmerkmale wie die Substanzen 1.A.14 (A-232, A-234 und Analoga) und 1.A.15 (A-242 und Analoga) im Anhang der Chemiewaffenkonvention haben. Weiterhin wird im Bericht darauf hingewiesen, dass die bei Nawalny identifizierte Substanz bisher nicht im Anhang der Chemiewaffenkonvention eingestuft ist. Gleichzeitige Strukturmerkmale der Substanzklassen 1.A.14 und 1.A.15 legen nach Ansicht einiger Experten nahe, dass es sich um eine Struktur wie A-262 oder ein Analogon handelte. Die Leitstruktur, zu der A-262 und Analoga gehören, ist bisher nicht im Anhang der Chemiewaffenkonvention gelistet.

## Struktur
Nowitschok-Kampfstoffe basieren auf Phosphorsäureestern. Mirsajanow zählt die Substanzen A-230, A-232 und A-234 zu den grundlegenden Substanzen der Nowitschok-Reihe sowie außerdem die russische Variante des VX (Substanz 33, VR). Davon erhielten Substanz 33 und A-230 die Zulassung als chemische Waffen, wobei von Substanz 33 nach Mirsajanow 15.000 Tonnen produziert wurden, von A-230 nur experimentelle Mengen (einige zehn Tonnen). A-232 wurde ebenfalls in experimentellen Mengen produziert, aber nicht zugelassen als Waffe, die Substanz war nach Tucker instabil. Von A-232 wurde die binäre Version Nowitschok-5 entwickelt und 1989 als chemische Waffe zugelassen, von ihr wurden aber nach Mirsajanow nur wenige Tonnen produziert. Außerdem wurden nach Mirsajanow zwei weitere binäre Waffen entwickelt, eine unbenannte Nowitschok-Substanz (als chemische Waffe 1990 zugelassen) und Nowitschok-7 (1993 getestet), beide in experimentellen Mengen (einige zehn Tonnen) produziert. Nowitschok-5 ist nach Mirsajanow unter günstigen Bedingungen fünf- bis achtmal wirksamer als VX. Die Wirkstoffe der Nowitschok-Gruppe kommen vermutlich in flüssiger, teilweise auch in fester Form vor und können durch Injektion, Inhalation oder transdermale Applikation in den Körper gelangen. A-230 und A-232 durchdringen die Blut-Hirn-Schranke und gelangen schnell vom Blutkreislauf in das Zentralnervensystem.

Strukturen nach Mirsajanow: A-230, A-232, A-234
A-230 wurde zuerst von Pjotr Petrowitsch Kirpitschow (Kirpichev) im Waffenlabor in Schichany entwickelt als stickstoffhaltige organische Phosphorverbindung und ist eine viskose Flüssigkeit, die bei −10 Grad Celsius (14 Grad Fahrenheit) kristallisiert und damit bei kaltem Wetter für den geplanten Waffeneinsatz Probleme bereitete. Darauf variierte der Chemiker Ugljow, der ab 1975 am Institut war, mit seinen Kollegen A-230 auf die unterschiedlichsten Weisen, darunter den vielversprechenden Kandidaten A-232. Die Molekülstruktur von A-232 bzw. Nowitschok-5 (der Binärkomponente) ist sehr ähnlich zu der von A-230, mit dem wichtigen Unterschied, dass A-230 eine direkte Kohlenstoff-Phosphor-Bindung besitzt, wohingegen beim A-232 das Kohlenstoff- mit dem Phosphoratom über ein Sauerstoffatom verbunden ist. Tucker bezeichnet außerdem A-230 als Phosphonat und A-232 als Phosphat. Weil die Vorläufersubstanzen und Abbauprodukte von A-232 keine direkte Kohlenstoff-Phosphorbindung enthalten, versagen einige Nachweismethoden für Nervengifte und die Produktion von A-232 lässt sich besser vor Waffenkontrollinspektionen gemäß dem CWC und ausländischen Geheimdiensten verbergen. A-232 hat jedoch aus militärischer Sicht den Nachteil gegenüber A-230, dass es zwei- bis dreimal weniger toxisch als A-230 ist und sich bei Kontakt mit Wasser schnell zersetzt. A-230 und A-232 wurden zuerst 1976 in der Chemiewaffenfabrik in Wolgograd getestet und erwiesen sich in Feldtests etwa fünf- bis achtmal toxischer als VX bzw. dessen russische Variante VR.
In den 1980er-Jahren entstanden binäre Versionen der Kampfstoffe und wurden als eigentliche Nowitschok-Substanzen bekannt, die Binärversion von A-232 als Novichok-5; die erste Binärversion wurde für VR (R 33, russisches VX) entwickelt. Diese Substanzen ließen sich auch besser lagern, was das Problem umging, dass A-232 wie A-230 in der unitären Version instabil und somit nicht lagerungsfähig war. Da die Ausgangsstoffe aus Grundstoffen bestehen, die auch für die Herstellung chemischer Produkte in der Landwirtschaft zum Einsatz kommen, waren die Waffenprogramme relativ einfach zu verschleiern. Laut Mirsajanow war das Forschungsprogramm „so ausgerichtet, dass man die Produktion der Chemikalien unter dem Deckmantel einer legitimen, kommerziellen Produktion verbergen konnte.“ Strategisch sei es darum gegangen, ein kaum nachweisbares, hochpotentes und relativ sicher zu lagerndes Nervengift zu produzieren. Getestet wurden die neuen Stoffe zwischen 1988 und 1993 in Industrielaboren in Russland und Usbekistan. Laut dem Whistleblower Mirsajanow wurden mindestens zwei Nowitschok-Varianten in das Arsenal von Chemiewaffen der russischen Armee aufgenommen.

### Veröffentlichte Strukturformeln
Die Angaben und Vermutungen in der Literatur zu den möglichen Strukturen von Nowitschok sind widersprüchlich und mit großen Unsicherheiten behaftet. Häufig werden keine Quellen angegeben oder diese vage gelassen und es scheint keine unabhängigen Untersuchungen zu geben, welche die vorgeschlagenen Strukturen verifizieren. Angesichts der Gefährlichkeit der Substanzen würde dies spezielle Hochsicherheitslabore erfordern. Chemiker, die an staatlichen Laboratorien mit solchen Möglichkeiten angestellt waren, wie Robin Black aus dem britischen Chemiewaffenlabor in Porton Down, gaben dazu keine eigenen Erkenntnisse preis. 2016 schrieb dieser zu Nowitschok in einem Übersichtswerk über chemische Kampfstoffe:

“Information on these compounds has been sparse in the public domain, mostly originating from a dissident Russian military chemist, Vil Mirzayanov. No independent confirmation of the structures or the properties of such compounds has been published.”

„Informationen über diese Verbindungen waren dürftig in der öffentlichen Literatur und stammen hauptsächlich von einem russischen Militärchemiker und Dissidenten Wil Mirsajanow. Keine unabhängige Bestätigung der Strukturen oder der Eigenschaften dieser Verbindungen wurde veröffentlicht.“

Die Strukturen von Mirsajanow, die dieser 2009 in seiner Autobiographie veröffentlichte, werden zum Beispiel in einem Aufsatz in Chemical Engineering News von Mark Peplow von 2018 präsentiert, in einem Aufsatz der tschechischen Wissenschaftler Emil Halámek und Zbyněk Kobliha von 2011 und Mirsajanows Strukturformel für A-232 findet sich darauf bezugnehmend auch in einem Sammelband herausgegeben von Ramesh C. Gupta von 2015. Jonathan Tucker schreibt in seinem Buch War of nerves, dass die britischen und US-amerikanischen Regierungen die Struktur von Nowitschok kennen würden, sich aber weigerten, diese offenzulegen und auf die Liste des Chemiewaffenkontrollabkommens CWC zu setzen aus Angst davor, dass Terroristen oder Drittstaaten mit Ambitionen Chemiewaffen herzustellen diese Erkenntnisse nutzen könnten.
Neben Mirsajanow werden häufig Strukturformeln zitiert, die Steven L. Hoenig, ein Chemiker und Chemical Terrorism Coordinator der Gesundheitsbehörden von Florida in Miami, 2007 in einem Buch über Chemiewaffen veröffentlichte, für die dieser aber keine Quellen angab. Er präsentierte vor Mirsajanows Veröffentlichung abweichende Strukturformeln für A-230, -232, -234 und deren mögliche Vorläufersubstanzen, die er als Nowitschok-5, Nowitschok-7 und eine weitere Nowitschok-Komponente (Nowitschok-??) bezeichnet, für die er auch mögliche Synthesewege angibt und sogar CAS-Nummern. Diese werden auch in dem Aufsatz von Halámek und Kobliha von 2011 reproduziert neben den Formeln von Mirsajanow.

Strukturen nach Hoenig und Ellison für A-230, A-232, A-234

Strukturen nach Hoenig: Nowitschok-??, Nowitschok-5 und Nowitschok-7
Darüber hinaus gibt es eine Veröffentlichung von D. Hank Ellison, in der verschiedene Substanzen als Novichok agents aufgelistet sind. Für die Substanzen sind CAS-Nummern angegeben, jedoch werden A-230, A-232 und A-234 nicht zugeordnet. Unter den 11 angegebenen Substanzen finden sich aber die von Hoenig als A-230, A-232 und A-234 bezeichneten Substanzen wieder. Ähnliche Strukturen finden sich auch noch in Fachliteratur aus dem Jahr 2014.

weiter Strukturen nach Ellison und Balali-Mood: 17642-30-7, 17642-31-8 und 17642-28-3
Bereits 1999 zeigte allerdings E. M. White vom Chemiewaffenforschungszentrum der US-Streitkräfte in vergleichenden Studien zu Struktur-Wirkungsbeziehungen von organischen Phosphorverbindungen mit Fluor am Phosphor, die als AChE-Hemmer wirken, dass es einen Zusammenhang von Reaktivität und Toxizität gibt, wobei die Strukturen wie die von Hoenig vorgeschlagenen außerhalb des Optimums für die Toxizität liegen. Die Toxizitätswerte (Maus, LD 50, intravenös) liegen bei den Strukturen von Hoenig nach White bei 11,6 Mikromol pro Kilogramm Körpergewicht, bei Sarin und Cyclosarin bei 0,78.
Die Quellen von Ellison scheinen nach dessen Literaturverzeichnis hauptsächlich die offene russische Literatur über organische Phosphorverbindungen aus den 1970er- und 1980er-Jahren zu sein.
Ausgangspunkt sind in beiden Fällen organische Phosphorsäureester oder Phosphonsäureester. Bei Hoenigs Strukturen handelt es sich um Fluoro-Phosphonate, am zentralen Phosphoratom sind neben den zwei Sauerstoffatomen ein organischer Rest und ein Fluor gebunden, bei Mirsajanows Strukturen handelt es sich um Fluorphosphonsäureamide, das heißt ein Sauerstoffatom ist durch ein Stickstoffatom ersetzt, welches organische Reste trägt. Beide Strukturvorschläge enthalten außerdem Imine. Die Strukturen A-230, A-232 und A-234 nach Mirsajanow haben Amidin-Seitenketten am Phosphor, darüber hinaus veröffentlichte Mirsajanow die Strukturen für Nowitschok-5 (A-242) und Nowitschok-7 (A-262), die Guanidin-Seitenketten am Phosphor haben mit drei statt zwei Stickstoffatomen wie bei den Amidinen. Das Imin in den Strukturen nach Hoenig ist Teil eines Oximesters.

Strukturen nach Marzajanow für A-242 und A-262
Lange war unklar, welche der Strukturen richtig sind. Eine Wende brachte der Fall Skripal 2018. In der Folge setzten sich in öffentlich zugänglichen Quellen die Strukturformeln von Mirsajanow durch. Nach einem Bericht im niederländischen NRC Handelsblad vom 21. März 2018 war die Struktur von Nowitschok im Westen schon lange bekannt, man hatte sich aber insbesondere bei den Amerikanern und Briten geeinigt, Stillschweigen zu bewahren (was ab 2010 über WikiLeaks-Depeschen belegbar ist) und die Stoffe samt Vorläufersubstanzen auch nicht in den Chemikalienanhang zum internationalen Chemiewaffen-Abkommen der OPCW aufzunehmen (im Gegensatz zu VR, dem sogenannten russischen VX, das dem westlichen VX ähnelt und wie dieses schon bekannt war).

VX und VR, die gemäß Chemiewaffenkonvention verboten sind
Ein Indiz, dass sie schon länger im Detail bekannt war, ist nach dem Artikel auch, dass die britischen Wissenschaftler in Porton Down die Substanz im Fall Skripal relativ schnell identifizieren konnten. Die in der offenen Literatur veröffentlichten Formeln waren dem Handelsblad zufolge möglicherweise bewusste Fehlinformationen. Außerdem haben nach dem Handelsblad inzwischen führende Chemiewaffenexperten wie Julian Perry Robinson von der University of Sussex, der schon in den 1970er-Jahren in SIPRI-Berichten über chemische und biologische Waffen veröffentlichte, die Richtigkeit der 2009 von Mirsajanow veröffentlichten Formeln bestätigt und das Handelsblad führt auch einen Chemiker vom niederländischen Chemiewaffenlabor TNO-Institut in Rijswijk, den inzwischen verstorbenen Henk Benshop, dafür an. Robinson äußerte schon 2014 gegenüber dem Handelsblad, dass in westlichen Waffenlaboren (wie Porton Down in England und Edgewood in den USA) vor allem an zwei Substanzen geforscht würde, Nowitschok und Peptiden, und der damalige Vorsitzende des wissenschaftlichen Beirats der OPCW, der Tscheche Jiří Matoušek, bemerkte schon 2006, dass in Edgewood an Nowitschok geforscht würde. Nach Wikileaks (Cablegate 2010) gaben die Amerikaner im April 2010 den Briten den Rat, jede Erwähnung von Mirsajanows Formeln, die 2009 erschienen waren, zu vermeiden. Nach Mirsajanow war das FBI über seine Veröffentlichung nicht glücklich und verfolgte auch, wer sein in einem kleinen Verlag erschienenes Buch kaufte. Nach Ansicht von Mirsajanow stellte die Veröffentlichung keine Gefahr dar, da für Terroristen die Herstellung aufgrund extremer Sicherheitserfordernisse nicht möglich sei. Der Handelsblad-Artikel hebt auch darauf ab, dass die Russen möglicherweise durch den Doppelagenten Sergeant Joe Cassidy, der in den 1960er-Jahren in Edgewood arbeitete, wo unter anderem VX entwickelt wurde, von den Amerikanern mit Falschinformationen über einen nicht-existenten Kampfstoff GJ versorgt wurden. Die Amerikaner hätten dabei aber auch der Glaubwürdigkeit wegen nützliche Informationen weitergegeben, was die Entwicklung des russischen VX und Nowitschok eventuell befördert hätte. Mirsajanow hielt dies für unwahrscheinlich aus seiner Kenntnis der stets misstrauischen sowjetischen Geheimdienstauswertung am GosNIIOKhT-Institut durch Boris Gladstein und der Arbeitsweise des Nowitschok-Erfinders Kirpitschow. Das Fazit des Handelsblad-Artikels lautet:

“It is now certain that the description given by the Russian chemist Vil Mirzayanov in 2009 of the novichoks in his book ’State Secrets’ is correct. His structural formulas are gradually being copied into manuals.”

„Es ist nun sicher, dass die Beschreibung der Nowitschoks des russischen Chemikers Wil Mirsajanow von 2009 in seinem Buch State Secrets korrekt ist. Seine Strukturformeln werden schrittweise in die Handbücher übernommen.“

Ein Online-Artikel des Science Magazins vom 19. März 2018 zitiert den Chemiker Zoran Radić von der University of California, San Diego, der sich schon seit langer Zeit mit der Wirkungsweise von Nervenkampfstoffen auf Acetylcholinesterase-Hemmer-Basis befasst und ebenfalls von der Formel von Mirsajanow ausgeht. Er präsentierte eine molekulare Modellierung der Wirkungsweise von A-232 nach Mirsajanow, die wie bei anderen Nervenkampfstoffen wie Tabun, Sarin und Soman auf die Phosphorylierung eines Serins hinausläuft. Er bestätigte auch, dass sich die Substanz gut in das aktive Zentrum des Enzyms einfügt. Eine im Vergleich zur Struktur der anderen Nervenkampfstoffe zusätzliche Alkyl-Aminogruppe bereite ihm aber Sorgen, einmal in Hinblick auf die Wirkung der üblichen Oxime als Gegenmittel, zum anderen in Hinblick auf die Wirkung auf andere Enzyme außer AChE, was spätere neurotoxische Syndrome auslösen könne (wie Depression, Muskelschwäche, Alpträume, Gedächtnisschwund). Als ionisierte Alkylamine deutet ihre Struktur auch darauf, dass sie als Pulver eingesetzt werden könnten, während die anderen Nervenkampfstoffe als Flüssigkeiten oder Aerosol eingesetzt wurden. Der Pharmakologe Palmer Taylor von der UCSD wies darauf hin, dass die Herstellung für sein Universitätslabor zu gefährlich wäre, aber an neuen Oximen als Gegenmittel gearbeitet werden könne, wenn die Substanz von Militärlaboren zur Verfügung gestellt würde.
Eine binäre Variante von A-232, die lagerstabil ist, wurde unter dem Namen Nowitschok-5 entwickelt. Sie besteht nach Tucker aus einer Stickstoff-Komponente und einer Phosphor-Komponente. Nach Aussage eines der Entwickler des Kampfstoffs Wladimir Ugljow sind die Grundsubstanzen für die Herstellung allgemein kommerziell erhältlich und die Synthese – von der extremen Gefährlichkeit der synthetisierten Substanzen für das eigene Leben abgesehen – kein großes Problem. A-234 ist nach Vasarhelyi und Földi eine Variante von A-232, bei der eine Methyl- durch eine Ethylgruppe ersetzt wurde, und ihre jeweiligen Binärvarianten können aus einem organischen Phosphat und Acetonitril synthetisiert werden.

möglicher Syntheseweg für A-232 aus den Binärkomponenten nach Kuca
Die von der OPCW identifizierte Strukturformel für A-234, das beim Skripal-Attentat zur Anwendung kam, entspricht der Formel von Mirsajanow. Diese wird in einer Studie zur experimentellen Bestimmung der Werte von Hydrolyse und enzymatischem Abbau von A-234 von Wissenschaftlern des Aberdeen Proving Ground, der Forschungs- und Entwicklungseinrichtung der United States Army, 2020 benutzt. Die Hydrolyseraten von A-234 waren dabei am niedrigsten, gefolgt von den Nowitschok-Varianten A-232 und A- 230, allesamt niedriger als die Nervenkampfstoffe der V-Reihe und der G-Reihe. Auch eine theoretische Studie zu den Hydrolysemechanismen von 2020 benutzt die Strukturformel von Mirsajanow, wobei sie sich auch auf die OPCW beruft.
A-234 nach Mirsajanow ist seit einer Vertragsstaatenkonferenz November 2019 explizit in die OPCW-Liste chemischer Kampfstoffe aufgenommen (wirksam ab Juni 2020) als Ethyl-[(1E)-1-(diethylamino)ethyliden]phosphoramidofluoridat, ebenso wie A-232 (Methyl(1-(diethylamino)ethyliden)phosphoramidofluoridat), beides als Beispiele für O-Alkyl-N-Fluorophosophorylamidine. Das geschah auf einen gemeinsamen Vorschlag von Kanada, den USA und der Niederlande. Russland machte einen modifizierten Vorschlag, in dem die Nowitschok-Gruppe enger gefasst werden sollte und zusätzlich zwei hochtoxische Carbamate aufgenommen werden sollten (CAS-Nummern 77104-62-2 und 77104-00-8), die in den USA in den 1960er- und 1970er-Jahren entwickelt wurden und reversible Acetylcholin-Inhibitoren sind, aber nie in das Waffenarsenal der USA gelangten. Man einigte sich auf einen Kompromiss, bei dem die Nowitschok-Vertreter mit Amidin-Seitenkette sehr weit gefasst wurden: die drei Alkylketten an den Enden des Amidins sowie die Alkylkette, die direkt am Phosphor sitzt bzw. mit diesem über ein Sauerstoffatom verbunden ist, können bis 10 C-Atome lang sein und auch Cycloalkyle umfassen. Zusätzlich wurde Nowitschok-5 (A-242 nach Mirsajanow) aufgenommen und die beiden Carbamate.

## Wirkung
Das Nervengift zählt zur Gruppe der Acetylcholinesterase-Hemmer. Acetylcholinesterase (Abkürzung AChE) ist ein Enzym, welches normalerweise den Neurotransmitter Acetylcholin in den Synapsen abbaut. Das Nervengift blockiert das aktive Zentrum der Acetylcholinesterase durch Phosphorylierung des für die Funktion wesentlichen Serins im aktiven Zentrum – ein Vorgang, der irreversibel ist, da anschließend eine Alterung des Serins stattfindet.
Zunächst findet in der katalytischen Triade Ser-His-Glu eine Aktivierung der Hydroxygruppe des Serins (Ser200) durch den Imidazolrest des Histidin (His440) statt. Die Hydroxygruppe greift am Phosphoratom des Nowitschoks an und substituiert das Fluoratom, welches das Molekül als Fluoridion verlässt. Durch diese Phosphorylierung ist das Enzym inaktiviert und kann auch durch Oxime, wie Pralidoxim oder Obidoxim nur schlecht reaktiviert werden.

Inaktivierung des aktiven Zentrums der AChE durch ein Nowitschok-Derivat
Die Alterung des Enzyms setzt durch einen Bindungsbruch am Phosphorsäureester ein. Je nach Struktur des Nowitschoks kommt es zu einer Dealkylierung (Struktur nach Mirsajanow) oder zu einer Hydrolyse der N-O-Bindung des Oximesters (Struktur nach Hoenig). In beiden Fällen entsteht ein negativ geladenes Phosphat, welches durch Wasserstoffbrückenbindungen zum Histidin zusätzlich stabilisiert wird. Die Halbwertszeit dieses Alterungsprozesses liegt, ähnlich wie bei Soman, zwischen 2 und 4 Minuten.

Alterung des aktiven Zentrum und Stabilisierung
Die bei anderen Nervenkampfstoffen als Gegengift wirksamen Oxime, die in einem sehr frühen Stadium durch Komplexbildung die Lösung der Bindung des Nervenkampfstoffs bewirken, sind bei Nowitschok allenfalls sehr begrenzt wirksam. Atropin sowie andere Anticholinergika können der Acetylcholinflutung entgegenwirken, da sie die Acetylcholin-Rezeptoren des parasympathischen Systems blockieren.
Durch die Inaktivierung der Acetylcholinesterase wird der Abbau des Acetylcholins verhindert, die Acetylcholinflutung führt zu einer Dauererregung mit Kontraktion aller Muskeln und anschließenden Lähmungen. Die Opfer sterben durch die Hemmung der Atmung und des Herzmuskels. Typische Symptome sind Schaum vor dem Mund, starke Sekretbildung, Erbrechen und allgemeiner Verlust aller Muskelfunktionen.

### Toxizität von Nowitschok
| Substanz                                                                                | Ratte | Mensch |
| --------------------------------------------------------------------------------------- | ----- | ------ |
| VX                                                                                      | 0,63  | 0,10   |
| VR                                                                                      | 2,1   | 0,34   |
| A-230                                                                                   | 9,59  | 1,55   |
| A-232                                                                                   | 3,52  | 0,57   |
| A-232 1                                                                                 | 31,23 | 5,04   |
| A-234 2                                                                                 | 4,43  | 0,71   |
| A-242                                                                                   | 3,04  | 0,49   |
| A-262                                                                                   | 45,46 | 7,35   |
| 1 Struktur nach Hoenig/Ellison (Oxim-Ester) 2 A-234 wurde im Skripal-Fall identifiziert |       |        |

Die giftigsten Nowitschok-Derivate sollen Mirsajanow zufolge 5- bis 8-mal giftiger als VX sein. Wissenschaftlich bestätigt ist diese Aussage bisher nicht. Aufgrund theoretischer Analysen und Berechnungen ist diese Angabe kritisch anzusehen.
Theoretische Betrachtungen unter Einbeziehung einer ganzen Reihe bekannter exemplarischer Phosphor- und Phosphonsäureester kamen 1999 zu dem Ergebnis, dass die Toxizität von Cholinesterase-Hemmern aus der Gruppe der Phosphor- und Phosphonsäure-Derivate beim VX etwa ihr Maximum erreicht haben sollte und signifikant toxischere Stoffe als VX eher nicht zu erwarten sind.
Die einzigen phosphororganischen Nervenkampfstoffe, die bezogen auf die Gewichtsbasis etwas toxischer sind als VX, sind EA-3148 (Substanz 100A, Methanphosphonsäure-O-cyclopentyl-S-(2-diethylaminoethan)thiolester; ca. 1,5-mal potenter als VX) und ein cyclisches VX-Piperidino-Analogon („Cyclo-VX“, Methanphosphonsäure-O-ethyl-S-[2-(2,5-dimethylpiperidino)ethan]thiolester; ca. 1,1-mal potenter als VX).
Die giftigsten bekannten Cholinesterasehemmer sind im Tierversuch 3-mal giftiger als VX. Es handelt sich hierbei aber nicht um Phosphororganika, sondern um quartäre Carbamate wie EA-3990 und EA-4056.
Das giftigste Nowitschok-Derivat A-242 (Methylfluorphosphonsäure-N′,N′,N′′,N′′-teraethylguanidinid, (Methyl[bis(diethylamino)methylen]phosphonamidofluoridat), das als “ultra-highly toxic” beschrieben wurde), ist verschiedenen QSAR-Modellen zufolge nur etwa zweimal giftiger als Sarin und etwa 5-fach weniger potent als VX. Auch die Hautpermeabilität der Nowitschok-Verbindungen ist verglichen mit VX eher als signifikant geringer einzuschätzen.
In der nebenstehenden Tabelle (nach Lars Carlsen) sind die berechneten LD50-Werte für Nowitschok-Derivate (Amidinide und Guanidinide sind die Mirsajanow-Strukturen) angegeben. Zweifel an Mirsajanows Angaben zur Toxizität im Fall von A-234 formulierten auch Bhakhoa und Kollegen 2019 aufgrund theoretischer Arbeiten.

## Analytik
Bedingt durch die Vielzahl der durch die Strukturformeln charakterisierten Substanzen gibt es bisher nur wenige Publikationen zur zuverlässigen Analytik. Erste Veröffentlichungen konnten zeigen, dass die Infrarotspektroskopie und die Raman-Spektroskopie in Kopplung mit der Massenspektrometrie geeignet sind, um die Nowitschok-Strukturen sicher nachzuweisen. Theoretische Studien an A-234 liefern Charakteristika insbesondere in den Infrarot- und NMR-Spektren (speziell 31P- und 13C-NMR), die für die Identifizierung dienen können.
Wissenschaftler des Chemiewaffenlabors der US-Army, die von den Strukturformeln von Mirsajanow ausgehen, geben als Nachweismethode multinukleare NMR-Spektroskopie und Gaschromatographie mit Massenspektrometrie-Kopplung (GC-MS) an. Für die Verifizierung der Nachweismethoden ist aber die Synthese kleiner Mengen der fraglichen Stoffe nötig (das ist gemäß den OPCW-Regeln erlaubt), was sicher nur in zertifizierten Hochsicherheitslaboratorien, häufig Militärlaboratorien mit entsprechender Fachkenntnis über chemische Kampfstoffe, möglich ist.
Davon zu unterscheiden ist der routinemäßige medizinische Nachweis einer allgemeinen Vergiftung durch Acetylcholinesterasehemmer.
Im Jahr 2023 publizierte eine österreichisch-schweizerische militärische Forschergruppe einen Nachweis von Nowitschok-Kampfstoffen durch Lumineszenz im Licht einer bestimmten Wellenlänge.

## Forschung
Im Jahr 2016 synthetisierten iranische Wissenschaftler fünf erklärte Nowitschok-Derivate, hierbei handelt es sich um O-Alkyl/Aryl-N-[Bis(dimethylamino)methyliden]-P-methanphosphonsäureamide. Ziel war es, für die Kontrolle und Abwehr von Nervenkampfstoffen chromatografisch-massenspektrometrische Daten zu gewinnen, um die Auswertung von Analysespektren, auch über die konkret untersuchten Derivate hinaus, zu verbessern. Die Ergebnisse wurden der Datenbank der OPCW zur Verfügung gestellt. Dabei wurden diese Stoffe im Mikromaßstab synthetisiert, d. h., es wurden nur minimale Mengen hergestellt, um das Handhabungsrisiko gering zu halten.

von Hosseini untersuchte Substanzreihe von Nowitschok-Analoga

### Nowitschok-Analoga in der zivilen Forschung

#### Nowitschok-Leitstruktur: Phosphoryl- und Phosphonyl-Guanidinide
Von den in der Literatur aufgeführten Nowitschok-Strukturen gehören einige (z. B. A-242 und Analoga) zur Gruppe der Alkylhalogenphosphonsäure-N′,N′,N′′,N′′-tetraalkylguanidinide (Mirsajanow-Strukturen). Interessant ist in diesem Zusammenhang, dass derartige Substanzen 1996 an der Universität Braunschweig synthetisiert und untersucht wurden. Sowohl Organylchlorphosphonsäureguanidinide als auch Organylfluorphosphonsäureguanidinide wurden dargestellt. Der signifikanteste (maßgeblich die Toxizität bestimmende) Unterschied zu Nowitschok sind andere Reste (tert-Butyl und Phenyl) am Phosphor-Atom. Nowitschok A-242 wie auch alle anderen Nervenkampfstoffe leiten sich dagegen von der Methanphosphonsäure ab, wobei P-Methyl-Strukturen zu Verbindungen mit maximaler Toxizität führen.
Konkret beschriebene Substanzen sind tert-Butylfluorphosphonsäure-N′,N′,N′′,N′′-tetramethylguanidinid und Phenylfluorphosphonsäure-N′,N′,N′′,N′′-tetramethylguanidinid sowie die entsprechenden Phosphonsäurechloride. Weiterhin die analogen Thio-, Seleno- und Tellurophosphonsäure-Analoga.

#### Nowitschok-Leitstruktur: Phosphoryl- und Phosphonyl-Amidinide
Bereits im Jahr 1975 wurden von Ciba-Geigy Phosphoryl- und Phosphonylamidinide, unter anderem zur Bekämpfung von Fadenwürmern (Anthelmintika) patentiert, die Strukturanaloga zu dem im Skripal-Fall eingesetzten Nowitschok-Derivat sind. Der signifikanteste Unterschied besteht darin, dass es sich bei den Nowitschok-Substanzen um Phosphor- und Phosphonsäurefluoride handelt, bei den im Patent beschriebenen Substanzen dagegen um entsprechende Arylester.

## Sonstiges
Nach Ermittlungen wurde der österreichische Botschafter in Indonesien, Johannes Peterlik, im Oktober 2021 wegen Weitergabe von Informationen über Nowitschok an den flüchtigen früheren Wirecard-Vorstand Jan Marsalek suspendiert. Marsalek hatte 2018 vor Londoner Bankern, die er mit seinen Verbindungen beeindrucken wollte, damit geprahlt, Geheiminformationen zu Nowitschok zu besitzen. Dabei handelte es sich um ein von der OPCW verfasstes geheimes Dossier zum Skripal-Anschlag, das auch die Strukturformel des verwendeten Nowitschok-Giftes enthielt und von der OPCW an eine österreichische Diplomatin übergeben worden war. Es kursierte in Abteilungen des österreichischen Außen-, Verteidigungs- und Wirtschaftsministeriums. Die Ehefrau von Peterlik arbeitete für den österreichischen Inlandsgeheimdienst unter einem Abteilungsvorstand, der im Verdacht steht, Marsalek bei seiner Flucht geholfen zu haben.